# Морган Робертсон
Морган Ендрю Робертсон (англ. Morgan Andrew Robertson; 30 вересня 1861 — 24 березня 1915) — американський письменник в жанрі фантастики.

## Біографія
Морган Робертсон народився в 1861 році в сім'ї капітана корабля Ендрю Робертсона та Амелії Глессфорд. 1866 року став юнгою на кораблях торгового флоту, в 1877 році, втомившись від моря, йде у званні першого помічника капітана. Після Робертсон став вивчати ювелірну справу в коледжі Cooper Union, а наступні 10 років працював з діамантами. Але через погіршення зору Морган Робертсон залишив роботу і розпочав писати невеликі оповідання та новели. Свої твори він розміщував в журналах  McClure's  і  Saturday Evening Post .
Найвідомішим твором Робертсона невеликий роман, вперше виданий в 1898 році під назвою «Марність» (англ. «Futility») і перевидана з невеликими змінами в 1912 році під назвою «Загибель «Титана», або Марність» (в російському перекладі Ю. Суленко — «Марність, або Загибель Титана»). У ній описується останнє плавання корабля «Титан», який вважався непотоплюваним і затонулого в третьому зворотному рейсі, при спробі поставити рекорд швидкості в перетині  Атлантичного океану. Популярність «Марність» отримала через 14 років, коли у квітні 1912 року від зіткнення з айсбергом затонув лайнер «Титанік». Всупереч поширеній думці, історія Робертсона лише в загальних рисах перегукується з реальною катастрофою. При цьому майже повністю збігаються основні технічні характеристики «Титана» Робертсона і реального «Титаніка», час краху (квітнева опівніч), причина аварії (гранична швидкість в складну льодову обстановку і, як наслідок, зіткнення з айсбергом і сильні пошкодження правого борту) і головна причина великого числа жертв (нестача шлюпок через упевненість судновласників в непотоплюваності судна).
У 1905 році Робертсон опублікував роман «Підводний руйнівник» (англ. «The Submarine Destroyer»). У ньому він описав підводний човен, керований за допомогою пристрою, названого «перископом». Попри заяву письменника про винахід цього приладу, в патенті йому було відмовлено.
Морган Робертсон був знайдений мертвим 24 березня 1915 року в готельному номері готелю в Атлантик-Сіті, Нью-Джерсі. Вважається, що причиною смерті стало отруєння паральдегідом. Був похований на кладовищі Грін-Вуд, Бруклін.

## Публікації

### Романи і повісті
- A Tale of a Halo  (1894)
- Futility  (1898)
- Futility, or the Wreck of the Titan  (1912)
- Masters of Men: A Romance of the New Navy  (1901)
- Shipmates  (1901)
- Sinful Peck  (1903)
- The Grain Ship  (1914)
- Over the Border  (1914)
- Beyond the Spectrum  (1914)

### Розповіді
- The Three Laws and the Golden Rule  (1898)
- Spun Yarn  (1898)
- Where Angels Fear to Tread: And Other Tales of the Sea  (1899)
- The Battle of the Monsters  (1899)
- Down to the Sea  (1905)
- The Dollar  (1905)
- Land Ho!  (1905)

### Автобіографії
- Morgan Robertson: The Man  (1915)